# Bandes de fréquences de la télévision terrestre
Pour les articles homonymes, voir bande.
Les bandes de fréquences de la télévision terrestre sont situées dans la bande de radiofréquences comprise entre 30 et 3 000 MHz, soit de longueurs d'onde allant de 10 mètres à 0,1 mètre, regroupant les très hautes fréquences (VHF) et ultra hautes fréquences (UHF). La classification fait l'objet d'une normalisation internationale conforme aux préconisations de l'Union internationale des télécommunications. Depuis les années 1950, cette normalisation a fait l'objet de plusieurs mises à jour.
L'Histoire des techniques de télévision fait l'objet d'un article séparé.

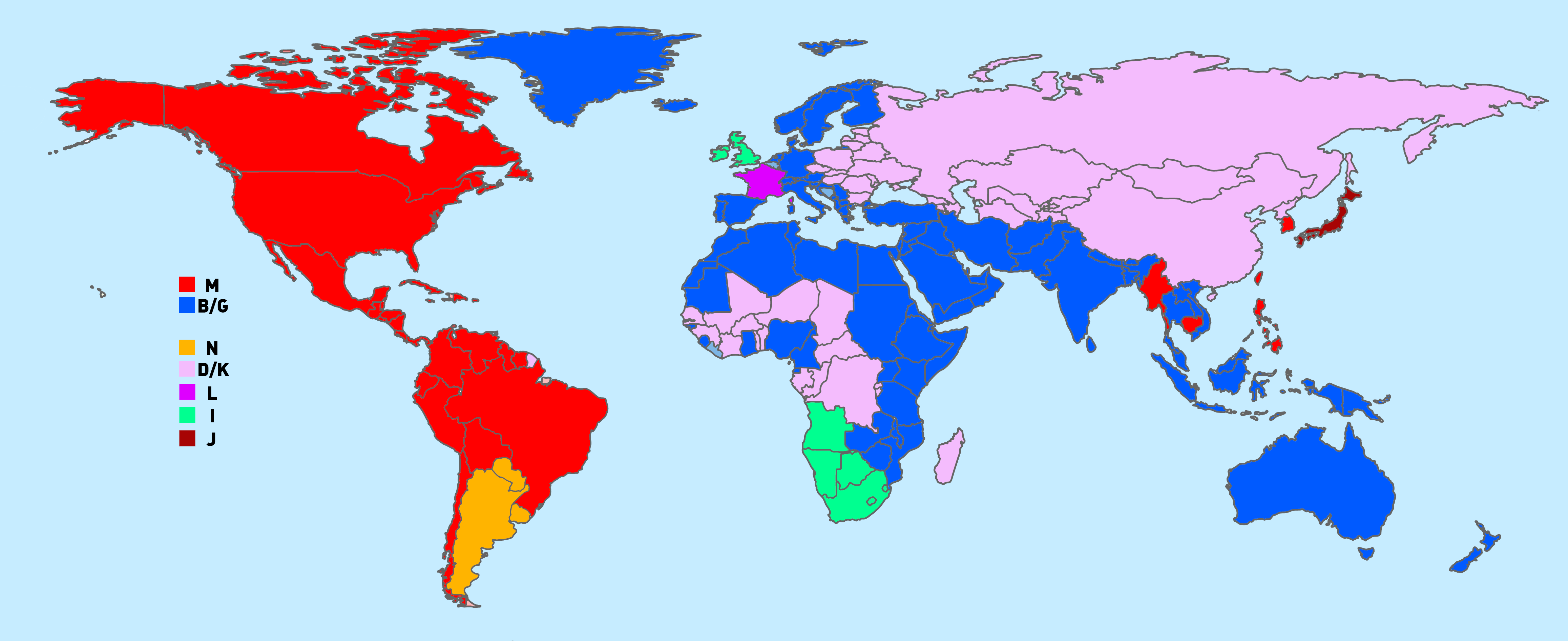
Carte mondiale de répartition par pays, des normes de télédiffusion analogique terrestre, symbolisées par une lettre. À ne pas confondre avec le standard couleur NTSC, PAL ou SÉCAM. Certaines lettres concernent les gammes VHF et d'autres, les bandes UHF.

## Classification évolutive
L'Histoire des techniques de télévision fait l'objet d'un article séparé.
Historiquement, la partie du spectre allouée à la radiodiffusion et à la télévision terrestre est divisée en 4 ou 5 bandes en VHF et UHF. Toutefois, ces gammes du spectre hertzien sont progressivement mise à jour voire restreintes lors de la transition vers la télévision numérique organisée à partir des années 2000.
Chronologiquement, les bandes officielles allouées à la télédiffusion sur le plan international sont : VHF bande I, VHF bande III, UHF bande IV et UHF bande V, à l'exception notable de quelques pays qui ont provisoirement exploité la VHF bande II, comme l'Australie.
L'article sur les fréquences des canaux de télévision présente en détails et par zone géographique, l'ensemble des canaux de télédiffusion conformes aux normes analogiques ou numériques.

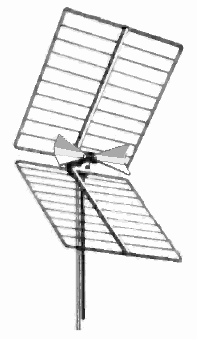
L'un des premiers aériens UHF datant de 1954 (États-Unis). Il exploite un réflecteur arrière à double grille ainsi qu'un double dipôle de type papillon.

## VHF bande I
Les fréquences de 47 à 68 MHz sont exploitées dès les années 1930 car cette portion de bande débute alors à 41 MHz. Les deux émetteurs européens les plus anciens à Londres au Crystal Palace en 405 lignes et à Paris Tour Eiffel en 455 lignes ayant commencé à émettre dès la fin des années 1930, respectivement dans les bandes de fréquences de 41,50 à 45 MHz et 42 à 46 MHz.

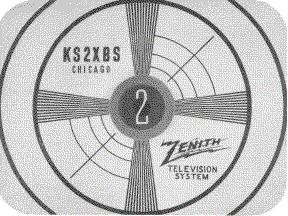
La chaîne locale KS2XBS de Chicago, parmi l'une des premières télévision à émettre aux Etats-Unis, dans la bande I en VHF.

L'avantage principal des fréquences basses situées en VHF bande I est une plus importante propagation, ce qui permet avec un seul émetteur, de couvrir une plus importante surface qu'avec d'autres gammes VHF et surtout UHF.
L'organisme de normalisation CCIR définit comme conformes à la norme B, les canaux E1 (41.25 MHz), E2 (48.25 MHz), E3 (55.25 MHz) et E4 (62.25 MHz), notamment utilisé par certains émetteurs de télévision scandinaves.

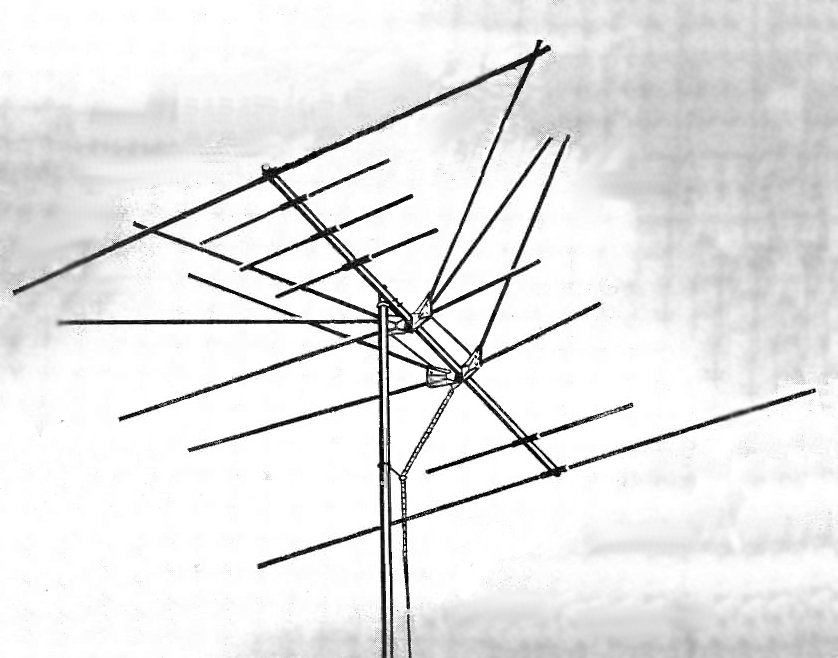
Antenne VHF des années 1950 combinant deux aériens permettant de capter les signaux des bandes I et III.

À partir de 1947, la France exploite la norme E la fréquence 41.25 MHz canal F2 et commence à mettre en œuvre la haute définition en télédiffusion noir et blanc à 819 lignes. 
Pour la télédiffusion analogique aux normes européennes, la bande I comprend les trois canaux E2, E3 et E4. Toutefois, la France exploite trois canaux spécifiques : L2 (ancien canal B), L3 (ancien canal C' ou C1) et L4 (ancien canal C).
Au début des années 1950, le canal F2 est utilisé par quelques émetteurs locaux, tels que :
- Mont Pinçon
- Les Riceys ;
- Les Cars 1 et 2 ;
- Serra di Pigno ;
- La Rochette-Montmayeur (Savoie) ;
- Le Collet de Venosc (Isère).

À la fin des années 1950, au côté de son canal F10 officiel en VHF bande II, la chaîne monégasque TMC exploite un canal F2 « expérimental » avec la même puissance apparente rayonnée (PAR) de 50 kW, à partir de site d'émission du Mont Agel, tentant d'augmenter la portée de ses émissions, dans les vallées de Haute-Provence et jusqu'à Marseille que le canal 10 a des difficultés à atteindre. Les résultats n'ayant pas été à la hauteur des espérances, cette expérience est abandonnée.
De 1953 à 1958, le protectorat de Sarre autorise Europe 1 à exploiter la chaîne francophone Télé-Sarre, émettant en 819 lignes à la norme E, sur le canal F2 vers la Sarre, le nord de l'Alsace et la Moselle à partir du bâtiment de l'émetteur grandes ondes du Felsberg.

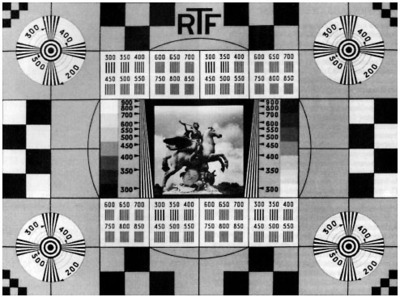
Mire de la RTF. À partir de 1947, La France exploite sa norme haute définition noir et blanc à 819 lignes avec les quatre canaux disponible dans la bande I en VHF.

Au cours des années 1970, les chaînes de télévision scandinaves utilisant le canal E1, changent de fréquence pour d'autres portions de la bande VHF.
En 1979, l'administration française des fréquences modifie en norme L' (« L prime ») le canal historique L1, initialement appelé « canal A », se substituant au canal F2, lors du remplacement de la norme E par la norme L'. Toutefois, cette fréquence est trop perturbée et doit être réaffectée à d'autres usages, notamment, les signaux d'impulsions PCM pour les modèles réduits radiocommandés.
En France, avec l'arrêt des émissions en 819 lignes à norme E en 1983, le canal L1 - anciennement canal A - n'est jamais plus utilisé ni en hertzien terrestre, ni en câble, ni en télédistribution collective; les démodulateurs des téléviseurs ne peuvent restituer dès lors que la VHF à partir du deuxième canal, à 47 MHz. 
Jusqu'en 1984, certains émetteurs français exploitent cette bande, notamment : les Riceys (Troyes), les Cars (Limoges), Brullemail (Mont-Pinçon, près de Caen), Haute-Goulaine (Nantes), Pic de Nore (Carcassonne), Lomont Besançon ainsi que de petits réémetteurs situés en montagne, principalement dans les Alpes. Si la plupart peuvent « migrer » en VHF bande III (Troyes, Nantes, Caen, Limoges...), les sites « frontaliers » (Besançon, Carcassonne, Ajaccio, Bastia) sont maintenus en bande I.
L'arrivée de la TNT en Europe marque l'arrêt d'exploitation de la bande I en 2011, car elle ne peut pas garantir une performance de télédiffusion adaptée aux signaux numériques. 

### Historique et exploitation internationale

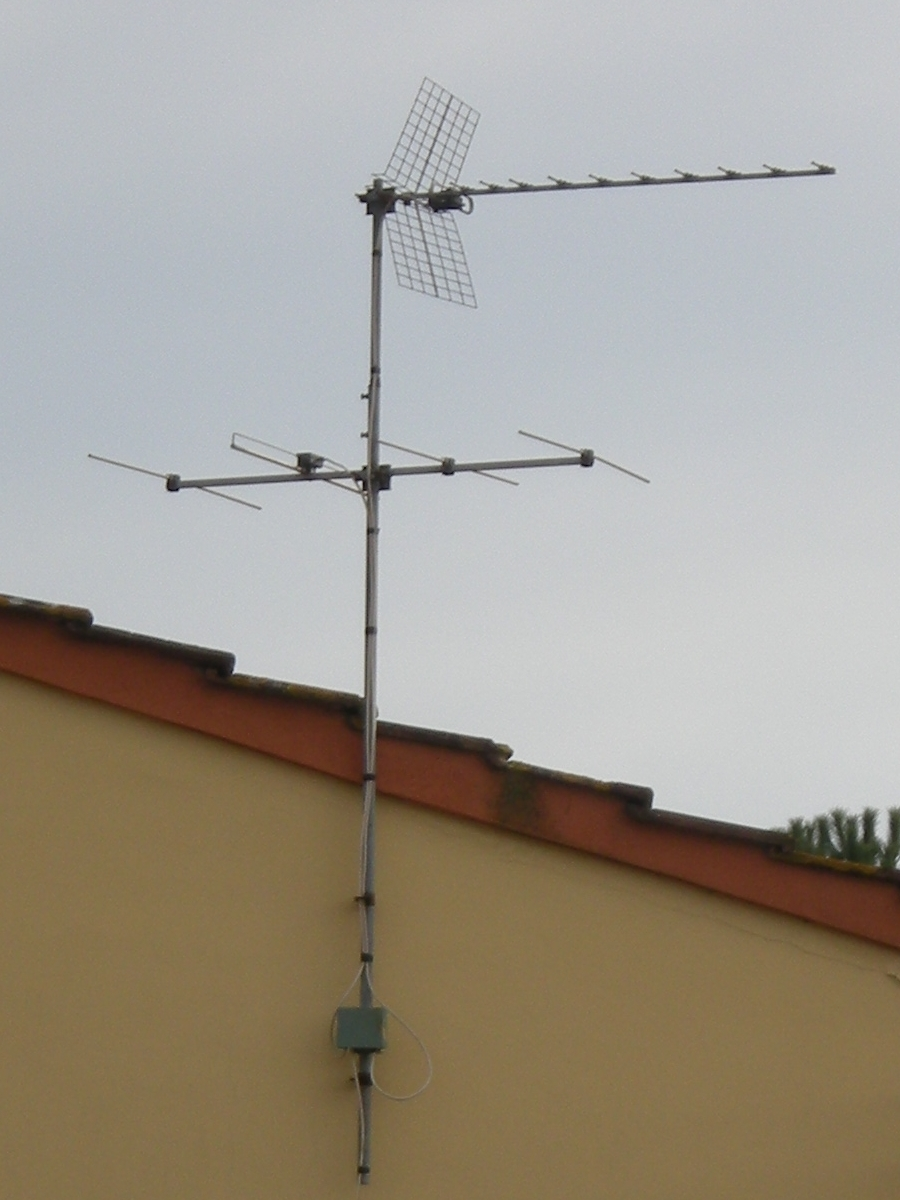
Antenne de télévision européenne typique composée d'un aérien de type Yagi pour les bandes IV et V en UHF et en dessous, un aérien VHF bande III composé de 4 éléments, généralement utilisée pour Canal+ en France après la disparition de TF1 à l'ancienne norme 819 lignes noir et blanc. Un boitier coupleur UHF-VHF permet une seule descente coaxiale.

En Belgique, le service public diffuse en analogique son premier programme national. En 2009, la Suisse abandonne toute télédiffusion sur cette bande.
La VHF en bande I est utilisée en France par la chaîne cryptée Canal+, accusant de nombreux problèmes de réception.
L'arrivée de la TNT en Europe marque l'arrêt d'exploitation de la bande I en 2011, car elle ne peut pas garantir une performance de télédiffusion adaptée aux signaux numériques. 
La chaîne payante française Canal+ cesse d'exploiter en 2010, les émetteurs locaux en bande I, de Serra di Pigno, Coti Chiavari, Ancy, Pic de Nore, Lomont, la terrasse (Plessis Robinson), Rochers de Beaumont (Serres), Mont Brian (la Voulte, région Valentinoise et vallée du Rhône).
Un planning d'extinction est établi : 
- Serra Pigno, Coti Chavari, arrêtés le 6 mai 2010.
- Lomont, arrêté le 16 novembre 2010.
- Pic de Nore, arrêté le 16 octobre 2010.
- Ancy et Mont Brian, arrêtés le 22 septembre 2010.
- Canal E4 La Barillette/la Dôle) TSR1 (Suisse), arrêté le 25 juin 2007.
- Canal E2 sur Bantiger (Berne) SF1 (Suisse), arrêté le 26 novembre 2007.
- Canal E2 sur Monte san Salvatore (Lugano, Suisse) Rai 1 pour Campione d'Italia, arrêté vers 2009.
- Canal E3 sur Uetliberg (Zurich) SF1 (Suisse), arrêté le 26 novembre 2007.
- Canal E3 sur Ougrée (Liège), La Une (Belgique), hors service d'ici 2011.
- Canal L2 (ex B) sur Serra di Pigno (Corse) et Ancy (l'Arbresle), arrêtés en 2010.
- Canal L3 (ex C1 ou C') sur Pic de Nore (Carcassonne), Lomont (Besançon Nord) arrêtés en 2010.
- Canal L4 (ex C) sur Coti Chiavari (Corse), Mont Brian, arrêtés en 2010, sur Beaumont (Serres), la Saoupe (Cassis), Mont Vialo (Tourrette du Château), arrêtés le 25 novembre 2009.

Alors que la télévision analogique est transmise en modulation infradyne dans toute l'Europe, la France utilise la diffusion supradyne pour cette bande, ce qui nécessite une transposition de fréquence pour les démodulateurs des téléviseurs analogiques multinormes (BG, LL', OIRT, etc.) et des enregistreurs vidéo.
La performance de transmission sur la VHF bande I est fluctuante et sujette à interférences, notamment en raison des propagations sporadiques pouvant interférer avec les signaux utiles. Le décodeur Syster de Canal+ peuvent ne plus être synchronisés et cessent de désembrouiller l'image. Les antennes en bande I cessent progressivement d'être disponibles dans les lieux de vente et auprès des installateurs professionnels.

### Télévision longue distance et radio amateurs
Pour sa faculté à permettre la propagations à longue distance, la bande I intéresse les amateurs de DX-TV, un phénomène particulièrement significatif lorsque le temps est très chaud et lourd. 
Jusqu'à la « duplication » de TF1 en 625 lignes UHF et jusqu'à l'arrêt, en 1984, des émissions 405 lignes de BBC1 qui émet alors principalement en bande I sur cinq canaux allant de B1 à B5, durant la période d'été dans les régions de Caen, Nantes ou Limoges, il est fréquent de ne plus pouvoir capter correctement TF1. L'image de la chaîne est dès lors moirée ou déformée et le son est totalement brouillé par celui de BBC1 également modulé en AM, même à proximité des émetteurs français.  
En Italie, les émetteurs de Eremo près de Turin et de Bordighera, sur la côte Ligure, diffusent la chaîne RAI Uno sur le canal 15 ou « Italia C », sur 82,25 MHz (porteuse image) et 87,75 MHz (porteuse son analogique CCIR en modulation de fréquence) doivent cessent leur retransmission à la suite de l'arrêt définitif de l'analogique terrestre ; Ce canal empiète sur la gamme radio en VHF bande II « bande FM », sur laquelle il est possible de capter le son de cette chaîne de télévision.
Un émetteur hertzien terrestre situé à Cinto Euganeo, en Vénétie près de Padoue, diffuse quelques mois un signal DVB-T en bande I VHF, probablement à titre expérimental. Toutefois, peu de récepteurs DVB-T peuvent le démoduler, car leur tuner intégré est généralement prévu pour débuter la réception à partir de 170 MHz uniquement conforme à la VHF bande III.
Norme B VHF bande I canaux : E1, E2, E3, E4 (pour l’Europe en 625 lignes)

Norme E VHF bande I canaux : F2,  F4 (pour la France en 819 lignes) 

Norme L' VHF bande I canaux : L1 (ex A), L2 (ex B), L3 (ex C1 ou C'), L4 (ex C) (pour la France en 625 lignes)

Norme B VHF bande I canaux : A (ou 13), B (ou 14), C (ou 15) (pour l'Italie en 625 lignes)

Norme A VHF bande I canaux : B1, B2, B3, B4, B5 (pour le Royaume-Uni en 405 lignes)
Voir à ce sujet, l'article norme_et_standard_de_télévision et ce tableau récapitulatif

Tableau récapitulatif des plages de fréquence VHF bande I et bande III dans le monde

## VHF bande II
Les fréquences de 87,5 à 108 MHz sont réservées sur le plan international à la radiodiffusion analogique mais sont partiellement exploitées par certains pays pour la télédiffusion analogique terrestre.
En Australie et en Nouvelle-Zélande à un degré moindre, la télévision démarre avec une partie des canaux situés dans la bande II avant que la bande FM n'apparaisse localement, empêchant par la suite de façon durable, un développement correct de la FM dans ces pays. La Nouvelle-Zélande libère toutefois la bande II à la fin des années 1970 en opérant des transferts de la TV vers les bandes I, III et UHF. En revanche, l'Australie lance une vaste opération de réaménagement des fréquences de télédiffusion reposant sur un report massif vers les bandes UHF IV et V, permettant enfin un développement important de la diffusion FM des radios publiques et privées dans tout le pays ainsi qu'une mise en conformité avec les normes internationales adoptées ailleurs dans le monde.
La VHF bande II est utilisée pour la diffusion de la radio en modulation de fréquence appelée couramment « bande FM ». Certains pays européens suppriment l'exploitation de la bande FM, au profit de la norme de radiodiffusion numérique DAB+ qui exploite la bande VHF III libérée par la télédiffusion.

## VHF bande III
Les fréquences entre 174 à 230 MHz ou de 174 à 223 MHz en France, sont historiquement utilisées pour la télédiffusion analogique. Selon les pays elle est progressivement réaffectée à la radiodiffusion numérique terrestre DAB ou à la télévision numérique terrestre DVB-T, notamment en Allemagne, au Luxembourg ou en Italie ou encore pour la télédiffusion vers récepteurs mobiles DVB-H.
Diverses normes en fonction des zones géographiques adoptent une subdivision spécifique des canaux VHF bande III détaillées dans l'article norme_et_standard_de_télévision.
En France, on compte six canaux de télédiffusion analogiques, principalement utilisés par Canal+ et TMC. 

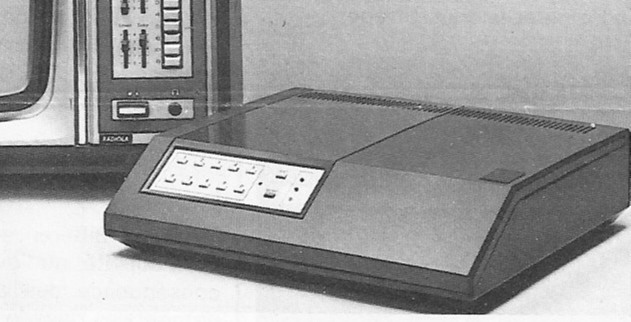
En 1984, la chaîne payante Canal+ occupe presque uniquement la bande III en VHF pour retransmettre ses émissions en France.

En Belgique et en Suisse, cette gamme retransmet la toute première chaîne nationale historique de service public, telle que « canal 8 » Bruxelles-Wavre). 
Le système B, très répandu en Europe, utilise huit canaux de 7 MHz :
| Canal | Bande de fréquence | Fréquence nominale |
| ----- | ------------------ | ------------------ |
| E5    | 174-181            | 177,5              |
| E6    | 181-188            | 184,5              |
| E7    | 188-195            | 191,5              |
| E8    | 195-202            | 197,5              |
| E9    | 202-209            | 204,5              |
| E10   | 209-216            | 211,5              |
| E11   | 216-223            | 218,5              |
| E12   | 223-230            | 224,5              |

Le système I, utilisé en Italie, utilise sept canaux en bande III de 9 MHz :
| Canal                     | Fréquence Vidéo | Fréquence Audio |
| ------------------------- | --------------- | --------------- |
| A (bande I)               | 53,75           | 59,25           |
| B (idem E4) (bande I)     | 62,25           | 67,75           |
| C (bande I)               | 82,25           | 87,75           |
| D (idem E5) (bande III)   | 175,25          | 180,75          |
| E (bande III)             | 183,75          | 189,25          |
| F (bande III)             | 192,25          | 197,75          |
| G (bande III)             | 201,25          | 206,75          |
| H (idem E10) (bande III)  | 210,25          | 215,75          |
| H1 (idem E11) (bande III) | 217,25          | 222,75          |
| H2 (idem E12) (bande III) | 224,25          | 229,75          |

Le système utilisé en France définit six canaux de 8 MHz. La norme analogique 625 lignes L est abandonnée entre 2008 et fin 2010, ce qui met fin à ce système :
| Canal                   | Bande de fréquence | Fréquence nominale |
| ----------------------- | ------------------ | ------------------ |
| L5, dénommé 1, en 1979  | 174,25–182,75      | 178                |
| L6, dénommé 2, en 1979  | 182,75–190,75      | 186                |
| L7, dénommé 3, en 1979  | 190,75–198,75      | 194                |
| L8, dénommé 4, en 1979  | 198,75–206,75      | 202                |
| L9, dénommé 5, en 1979  | 206,75–214,75      | 210                |
| L10, dénommé 6, en 1979 | 214,75–222,75      | 218                |

D'autres systèmes de canaux existent (D, G, H, K, M).

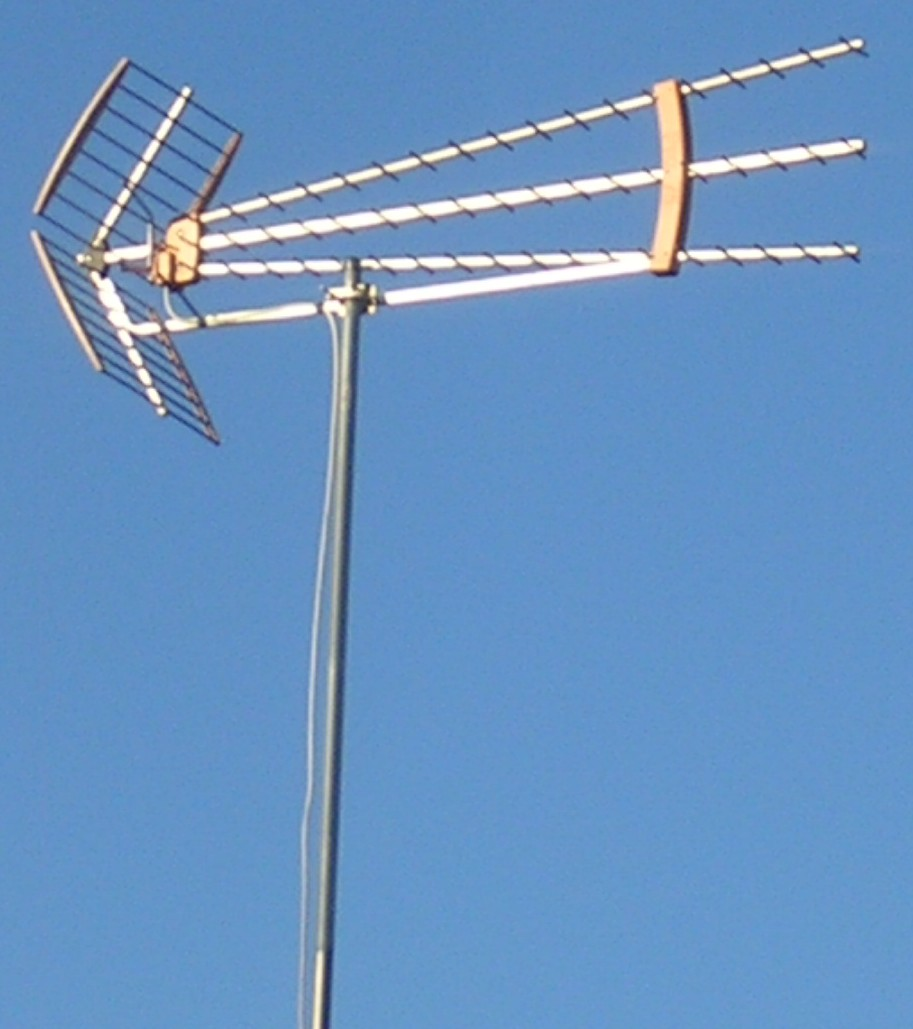
Antenne UHF dite trinape composée de 3 aériens de type Yagi. Depuis le passage à la télédiffusion numérique, dans de nombreux pays, il n'est plus obligatoire d'ajouter d'antenne VHF pour la télévision.

En France, après l'extinction des émetteurs analogiques de l'unique utilisateur de cette bande Canal+, les canaux sont attribués à la radio numérique de normes T-DMB ou DAB+.
De même, la Suisse utilise cette bande uniquement pour la radiodiffusion numérique terrestre DAB sur les émetteurs Swisscom (Bloc 12A pour les régions francophones et italiennes et Bloc 12C pour les régions germaniques).
En Europe, la télédiffusion numérique à destination des récepteurs mobiles ainsi que la TNT dans les pays concernés exploite la VHF bande III et les canaux historiques à largeur de bande 7 MHz de la norme B (E5 à E12).
En Europe, la présence d'antennes VHF bande III ne reste nécessaire que dans les pays diffusant des multiplex DVB-T ou DVB-T2 sur ces fréquences. Dans les autres pays ne retransmettant que les signaux principalement destinées aux mobiles (DAB, DAB+, DVB-H, T-DMB), la présence d'une antenne VHF fixe ne se justifie plus après l'extinction de la télévision analogique, dans la zone de couverture des signaux.
La bande III VHF est largement utilisée en Italie par les chaînes nationales publiques de la RAI en DVB-T et par le bouquet privé Europa 7 HD utilisant l'évolution de la norme, en DVB-T2.
Cas particulier : dans le nord de la Savoie, les antennes utilisées pour Canal+ analogique depuis l'émetteur de Gex-Montrond en polarisation verticale, permettant dans des conditions normales, de capter le signal DAB Block 12A de la Dôle, avec un récepteur radio DAB adéquat. Toutefois, la prise d'antenne externe d'impédance 75 ohms est cependant généralement distincte de la prise d'antenne FM, à la norme IEC pour la FM et vissable de type fiche F pour le DAB.
La VHF bande III abandonnée par Canal+ et TMC est assignée à la radio numérique terrestre DAB+ en France depuis 2013. Cette gamme est divisée en blocs de largeur de bande à 1536 kHz, soit la largeur de bande utile pour la radiodiffusion d'un multiplex (groupe de stations radio sur une même fréquence). 
De plus en France, les blocs de 11N à 13F indiqués dans le tableau ci-dessous ne sont pas alloués au DAB+ mais à d'autres exploitations.

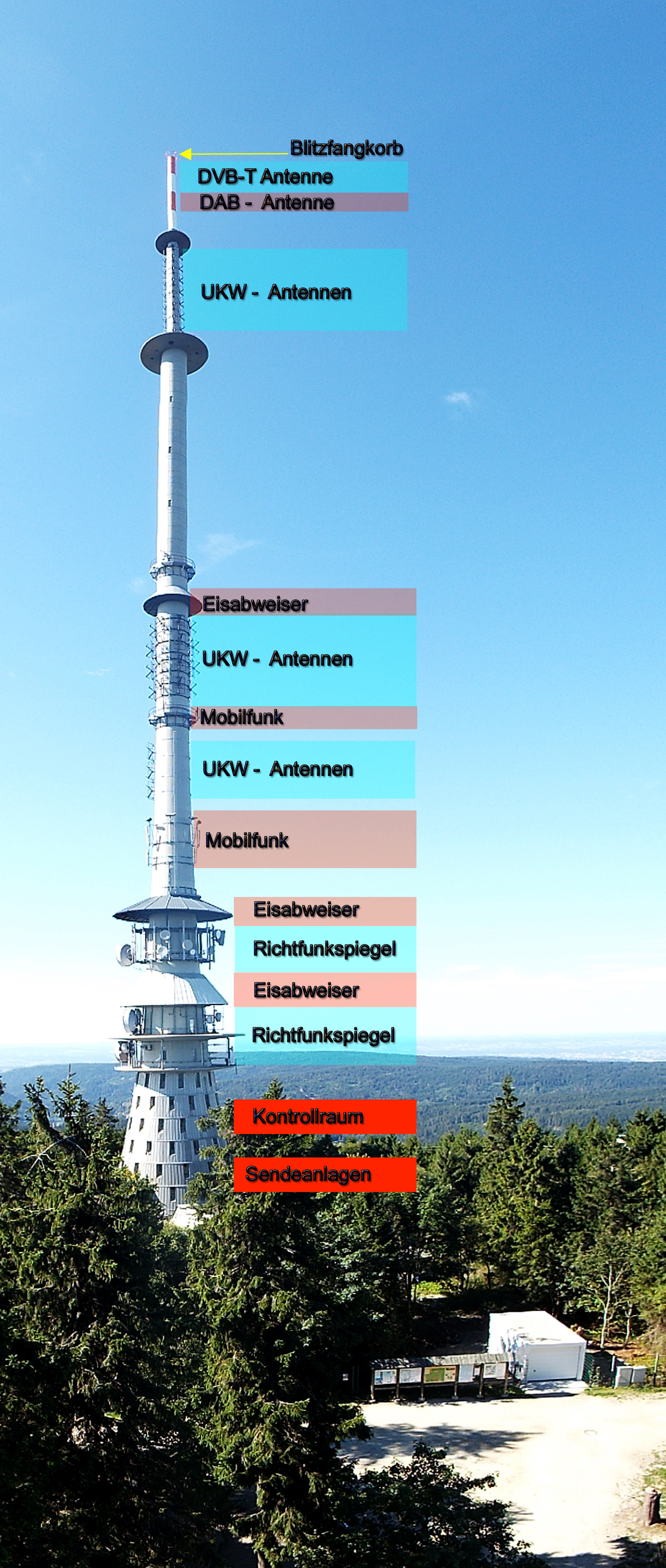
Le site allemand d'Ochsenkopf exploite une tour de télévision de 191,5 mètres de haut. Il retransmet notamment la radio FM en VHF bande II (UKW), la radio numérique DAB+ en VHF bande III et la télévision numérique à la norme DVB-T2 qui remplace la télédiffusion analogique.

| Bloc | Fréquence nominale |
| ---- | ------------------ |
| 5A   | 174.928 MHz        |
| 5B   | 176.640 MHz        |
| 5C   | 178.352 MHz        |
| 5D   | 180.064 MHz        |
| 6A   | 181.936 MHz        |
| 6B   | 183.648 MHz        |
| 6C   | 185.360 MHz        |
| 6D   | 187.072 MHz        |
| 7A   | 188.928 MHz        |
| 7B   | 190.640 MHz        |
| 7C   | 192.352 MHz        |
| 7D   | 194.064 MHz        |
| 8A   | 195.936 MHz        |
| 8B   | 197.648 MHz        |
| 8C   | 199.360 MHz        |
| 8D   | 201.072 MHz        |
| 9A   | 202.928 MHz        |
| 9B   | 204.640 MHz        |
| 9C   | 206.352 MHz        |
| 9D   | 208.064 MHz        |
| 10A  | 209.936 MHz        |
| 10B  | 211.648 MHz        |
| 10C  | 213.360 MHz        |
| 10D  | 215.072 MHz        |
| 10N  | 210.096 MHz        |
| 11A  | 216.928 MHz        |
| 11B  | 218.640 MHz        |
| 11C  | 220.352 MHz        |
| 11D  | 222.064 MHz        |
| 11N  | 217.088 MHz        |
| 12A  | 223.936 MHz        |
| 12B  | 225.648 MHz        |
| 12C  | 227.360 MHz        |
| 12D  | 229.072 MHz        |
| 12N  | 224.096 MHz        |
| 13A  | 230.784 MHz        |
| 13B  | 232.496 MHz        |
| 13C  | 234.208 MHz        |
| 13D  | 235.776 MHz        |
| 13E  | 237.488 MHz        |
| 13F  | 239.200 MHz        |

## UHF bande IV
Les fréquences de 470 à 606 MHz sont exploitées pour la télédiffusion analogique et numérique aux normes DVB-T, DVB-H et DVB-C, notamment. Historiquement, cette première bande à être exploitée pour la télédiffusion analogique à partir de la fin des années 1940 est associée à la « UHF bande haute » ou bande IV dont les fréquences sont adoptées en complément lors de l'expansion de la télévision, à partir des années 1950, principalement pour étendre le nombre de chaînes possibles sur un même territoire.

## UHF bande V
Les fréquences allant de 606 à 862 MHz sont utilisées pour la diffusion de la télévision analogique et numérique (DVB-T, DVB-H et DVB-C). Toutefois, dans de nombreux pays, la partie supérieure de cette bande allant de 694 à 862 MHz, soit les canaux 49 à 69 n'est plus allouée à la télédiffusion, notamment dans les pays ayant effectué le passage au « tout-numérique » (DSO, Digital Switch-Over) ou transition vers la télévision numérique. 
Cette bande est dès lors réallouée aux télécommunications mobiles de 4e génération 4G, puis 5G dans le cadre d'un plan de « dividende numérique » (digital dividend).
Cette nouvelle affectation n'est pas sans poser de problèmes aux installations de réception de télévision existantes, en particulier sur les antennes amplifiées et non filtrées, situées à proximité ou orientée en directement d'une station de base 4G / LTE. En France, la résolution des gênes occasionnées, le plus souvent par la pose d'un filtre approprié, est à la charge des opérateurs de réseau mobile, bénéficiaires de ces nouvelles allocations.